# Psophocarpus lancifolius
Psophocarpus lancifolius är en ärtväxtart som beskrevs av Hermann August Theodor Harms. Psophocarpus lancifolius ingår i släktet Psophocarpus och familjen ärtväxter. Inga underarter finns listade i Catalogue of Life.